# Święty Ildefons (obraz El Greca)
Święty Ildefons – obraz autorstwa hiszpańskiego malarza pochodzenia greckiego Dominikosa Theotokopulosa, znanego jako El Greco.

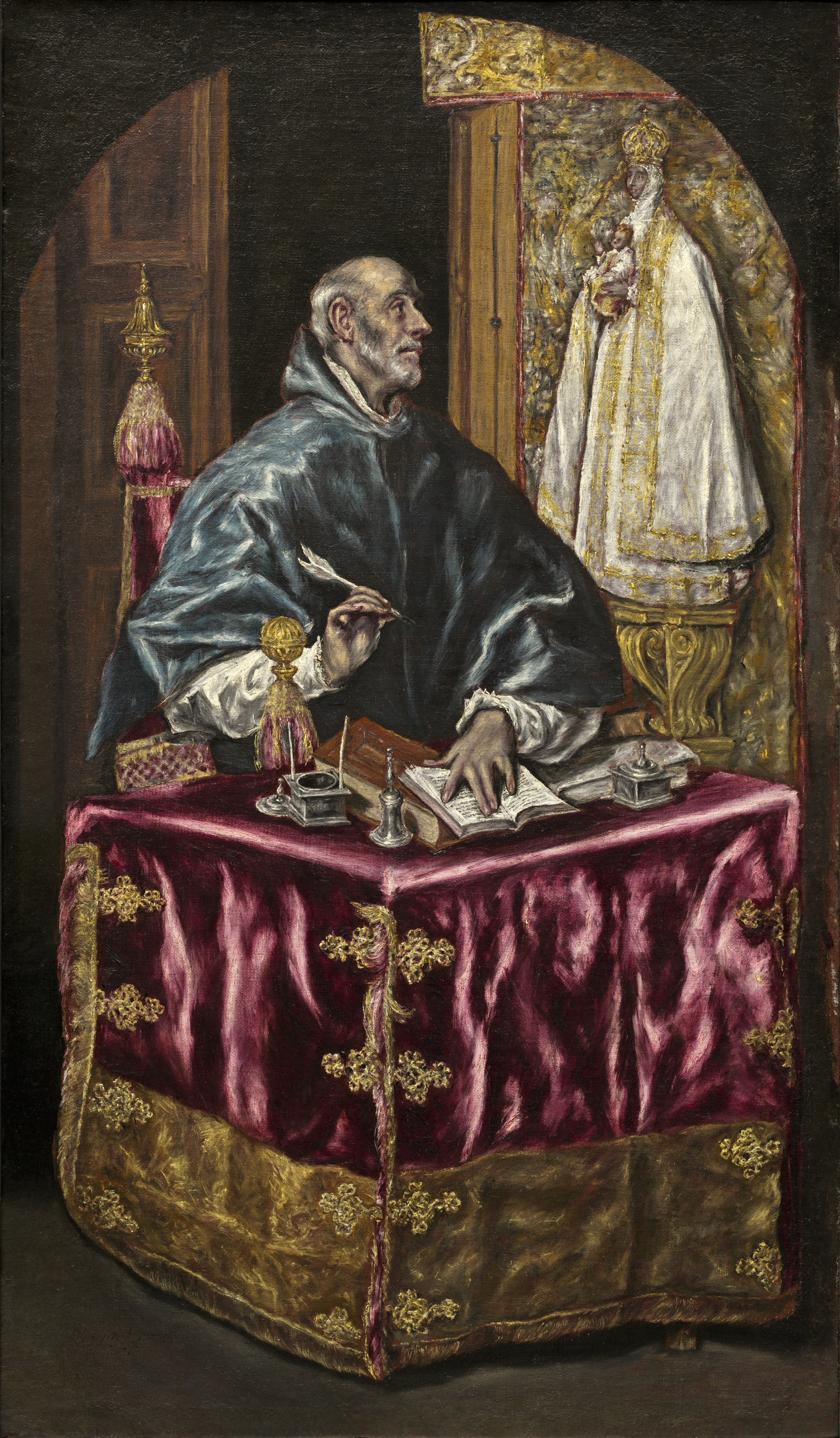
Święty Ildefons
1608, 112 × 65 cm,
National Gallery of Art

Obraz był jednym z pięciu ocalonych obrazów ozdabiających kościół parafialny w Illescas. Na początku XVI wieku El Greco i jego syn Jorge Manuel otrzymali zamówienie na ozdobienie kościoła parafialnego. Mieli wykonać pięć drewnianych ołtarzy z dwoma naturalnej wielkości posągami proroków Symeona i Izajasza, rzeźbione tabernakulum i obrazy. Większość ozdób zaginęła w 1936 roku podczas wojny domowej. Ocalały jedynie obrazy: Zwiastowanie, Boże Narodzenie, Madonna Miłosierna, Święty Ildefons i Koronacja Matki Bożej ukryte w Madrycie w podziemiach budynku Narodowego Banku Hiszpanii.

## Opis obrazu
Święty Ildefons był czczony głównie w Toledo, gdzie wokół jego życia narosło wiele legend. Jedna z nich wspomina o chwili, gdy po ukończeniu przez świętego księgi o czystości Matki Boskiej, Ildefons ujrzał Madonnę z książką w ręku i usłyszał od niej podziękowania za jego dzieło.
El Greco, malując św. Ildefonsa wykorzystał elementy legendy jednakże odszedł nie tylko od jej chronologii, jak i tradycyjnej ikonografii. Ukazał świętego w toledańskim wnętrzu, być może we własnym domu, w pałacu Villena. Portret namalowany został z dużą dbałością o szczegóły zwłaszcza dla otaczających świętego artefaktów. To wyjątek w twórczości El Greca, który przeważnie pomijał akcesoria na rzecz intensywności emocjonalnej. Artysta ukazał świętego za dużym stołem pokrytym czerwonym aksamitem, którego boki zakończone są frędzlami i ozdobami pasmanteryjnymi ze złotego galonu. Siedzi on na fotelu obitym aksamitem, którego rzeźbione oparcia zakończone są złotą frędzlą. W głębi widać uchylone drzwi i ściany okryte makatą. Na stole ustawione zostały przybory pracy zamożnego pisarza: wielka księga, pióro, kałamarz, piasecznica, dzwonek oraz oprawny raptularz.
Postać Ildefonsa została uchwycona w chwili pisania; w prawej ręce trzyma pióro gotowe do wykreślenia kolejnych liter, lewą ręką przytrzymuje strony pergaminu. Święty przerywa pisanie. Po jego lewej stronie El Greco maluje zamiast ukazującą się Matkę Bożą, popularną rzeźbę Madonny często spotykaną w toledańskich mieszkaniach będącą reprodukcją Matki Boskiej du Sagrario z katedry. Madonna na figurce zamiast książki trzyma maleńkie Dzieciątko. Święty nie spogląda na nią, kieruje wzrok gdzieś obok. Jego profil nawiązuje do innych malowanych przez El Greca starców: wychudzonych, zmęczonych, ale dostojnych. Artysta w postaci świętego odzwierciedla kwintesencję ludzkiego natchnienia, chwyta moment gdy człowiek wznosi się na wyżyny twórczej myśli dzięki obecności Boskiej siły. W pierwszych latach obraz nazywano również Święty Ildefons piszący pod dyktandem Matki Boskiej.
Obraz był natchnieniem dla późniejszych malarzy. Jego impresjonistyczne elementy (nerwowe i pospieszne położenie pędzla) widoczne zwłaszcza w kopii znajdującej się w National Gallery of Art zainteresowały m.in. Milleta, który nabył obraz w 1869 roku. Po jego śmierci obraz trafił do innego malarza i wielbiciela sztuki Hiszpana Degasa.